# Camponotus blandus
Camponotus blandus är en myrart som först beskrevs av Smith 1858.  Camponotus blandus ingår i släktet hästmyror, och familjen myror.

## Underarter
Arten delas in i följande underarter:
- C. b. aequinotus
- C. b. blandus
- C. b. crispulus
- C. b. denudatus
- C. b. pellitus
- C. b. pronotalis
- C. b. rosariensis
- C. b. scintillans

## Bildgalleri

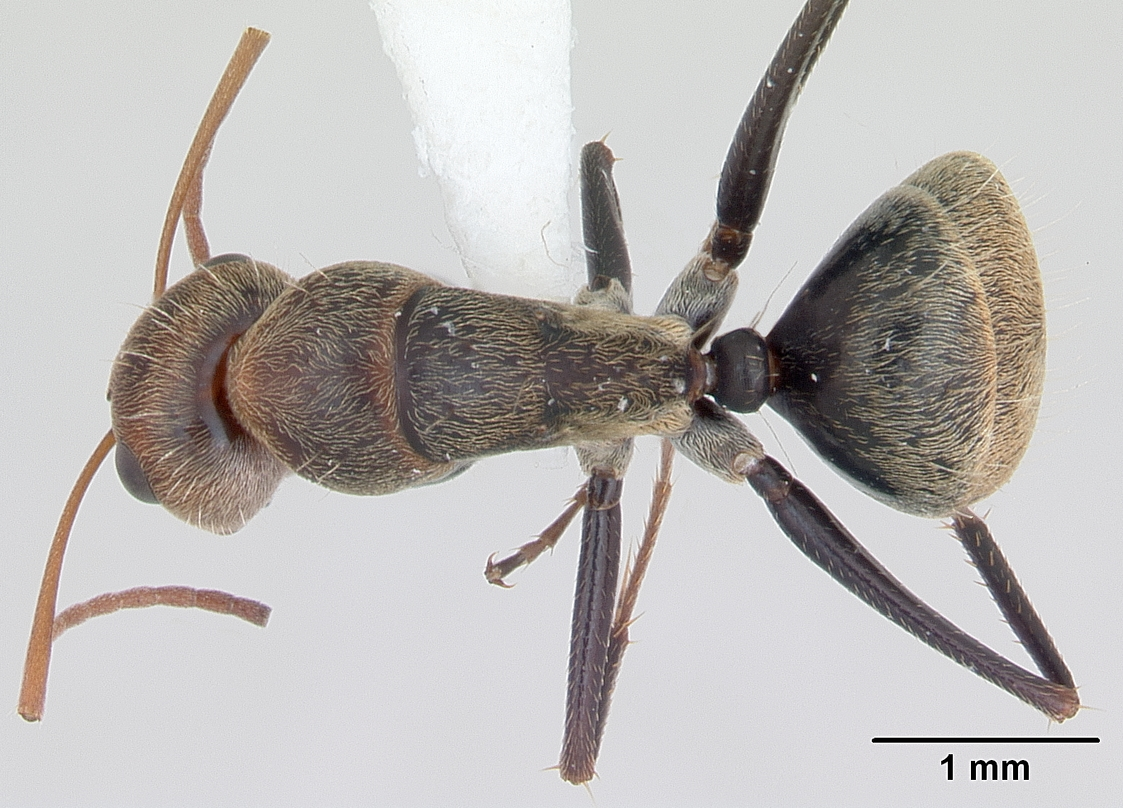
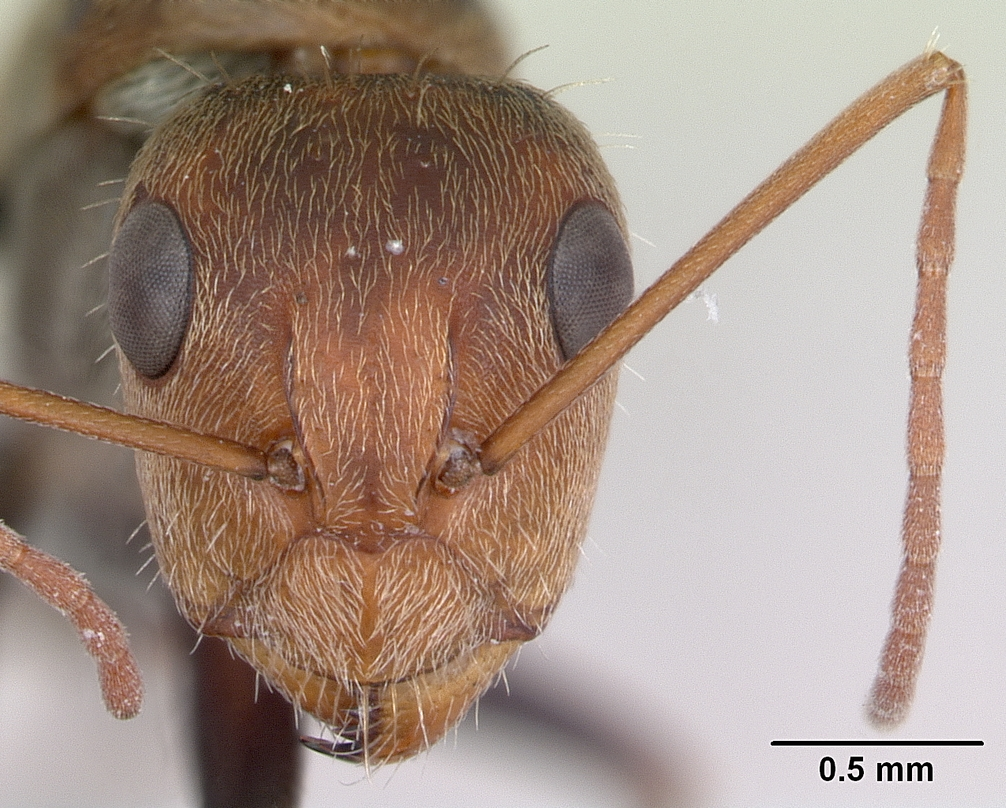
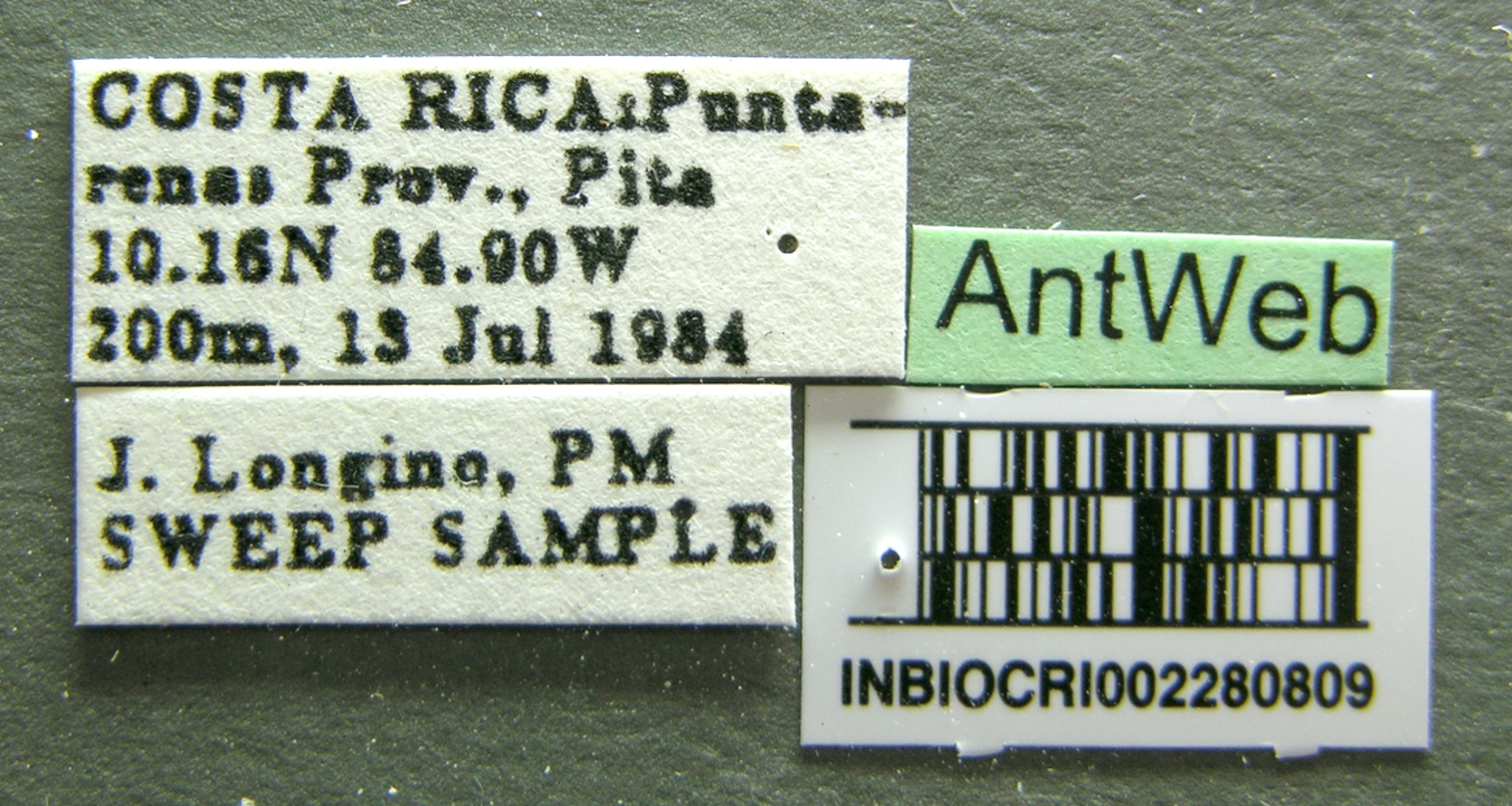
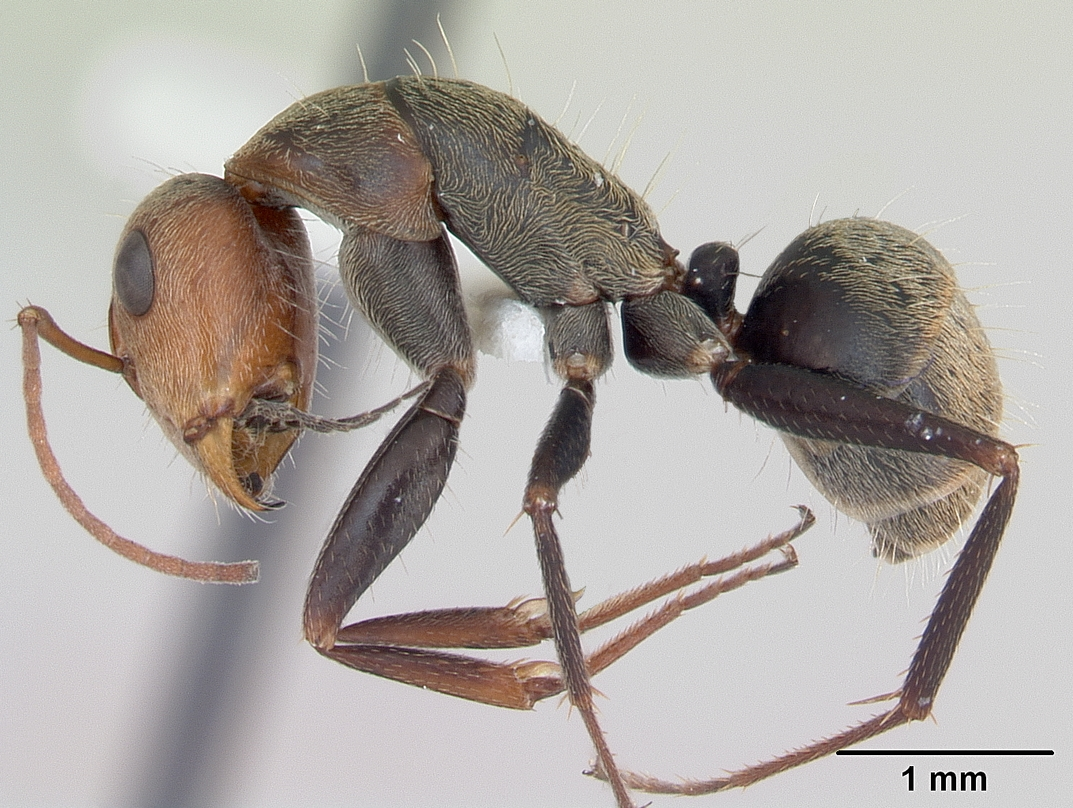